# Elek Benedek
Dans le nom hongrois Benedek Elek, le nom de famille précède le prénom, mais cet article utilise l’ordre habituel en français Elek Benedek, où le prénom précède le nom.
Elek Benedek ([ˈbɛnɛdɛk], [ˈɛlɛk]), né le 30 septembre 1859 et décédé le 17 août 1929 à Kisbacon (Bățanii Mici), était un journaliste et écrivain  hongrois. Il est connu pour avoir été un grand conteur (a nagy mesemondó).